# Ceglie Messapica
Ceglie Messapica (prononcé : [ˈtʃeʎʎe mesˈsaːpika]) est une commune de la province de Brindisi dans les Pouilles, en Italie.

## Géographie
La ville se trouve  à mi-chemin entre Brindisi et Tarente.

## Histoire
La ville antique de Kailia a été fondée par les Messapiens qui l'ont dotée d'un système défensif et de visée constitué d'une série de murs à Specchie (megalie) (it). Située dans une position stratégique, à la frontière avec les domaines soumis à la Polis de Tarente, y compris le prohuron de Pezza Petrosa sur le territoire de Villa Castelli, Ceglie combattit avec les autres centres messapiens, dont Oria contre la ville de Tarente avec des forces mixtes. Elle passa sous domination romaine avec les autres centres de la région et fut rapidement assimilée.
- le château ducal de Ceglie Messapica

## Culture
- Le Palais ducal de Ceglie
- Le musée des Beaux-Arts de Ceglie

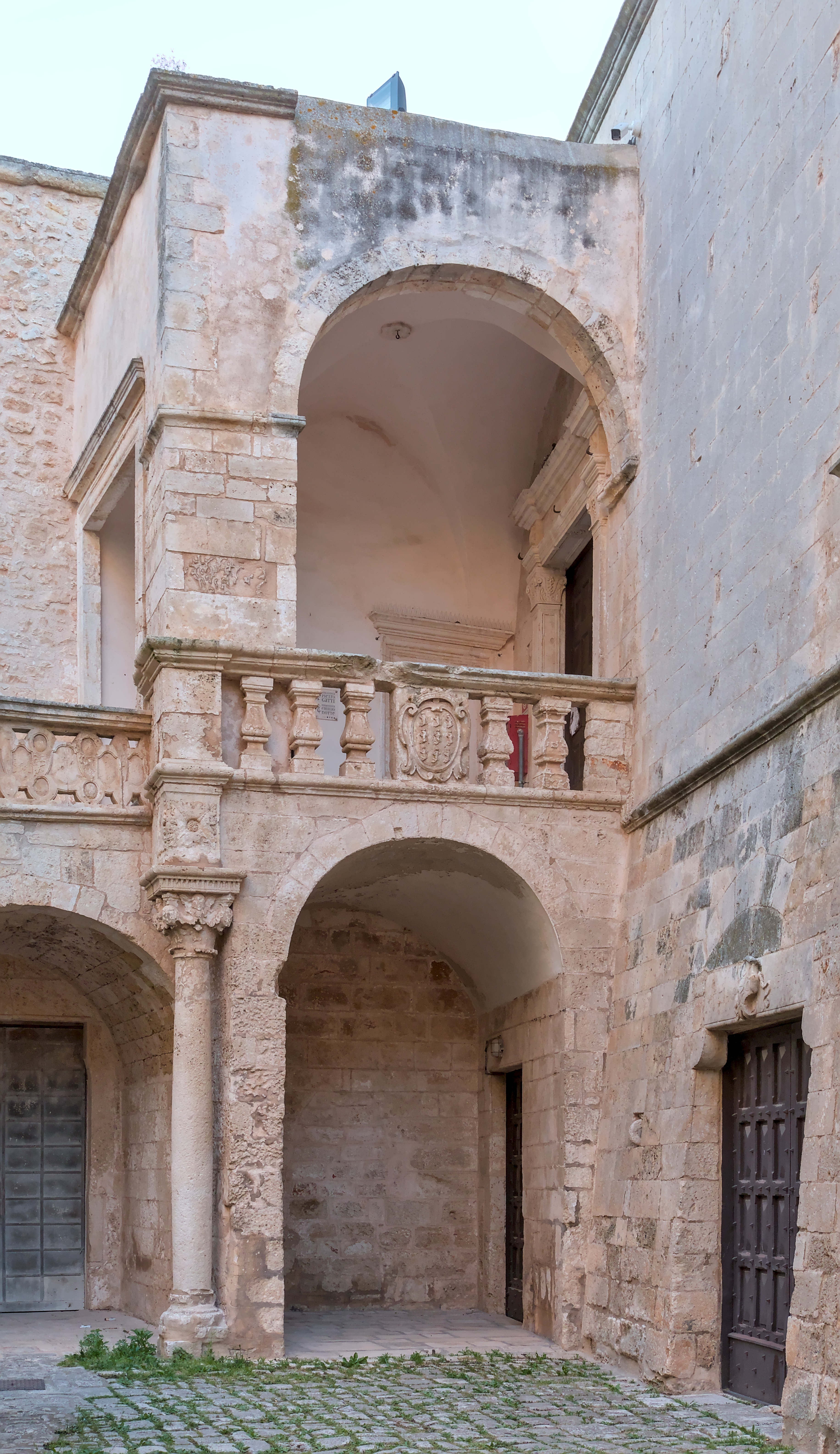
Loggia du Castello Ducale
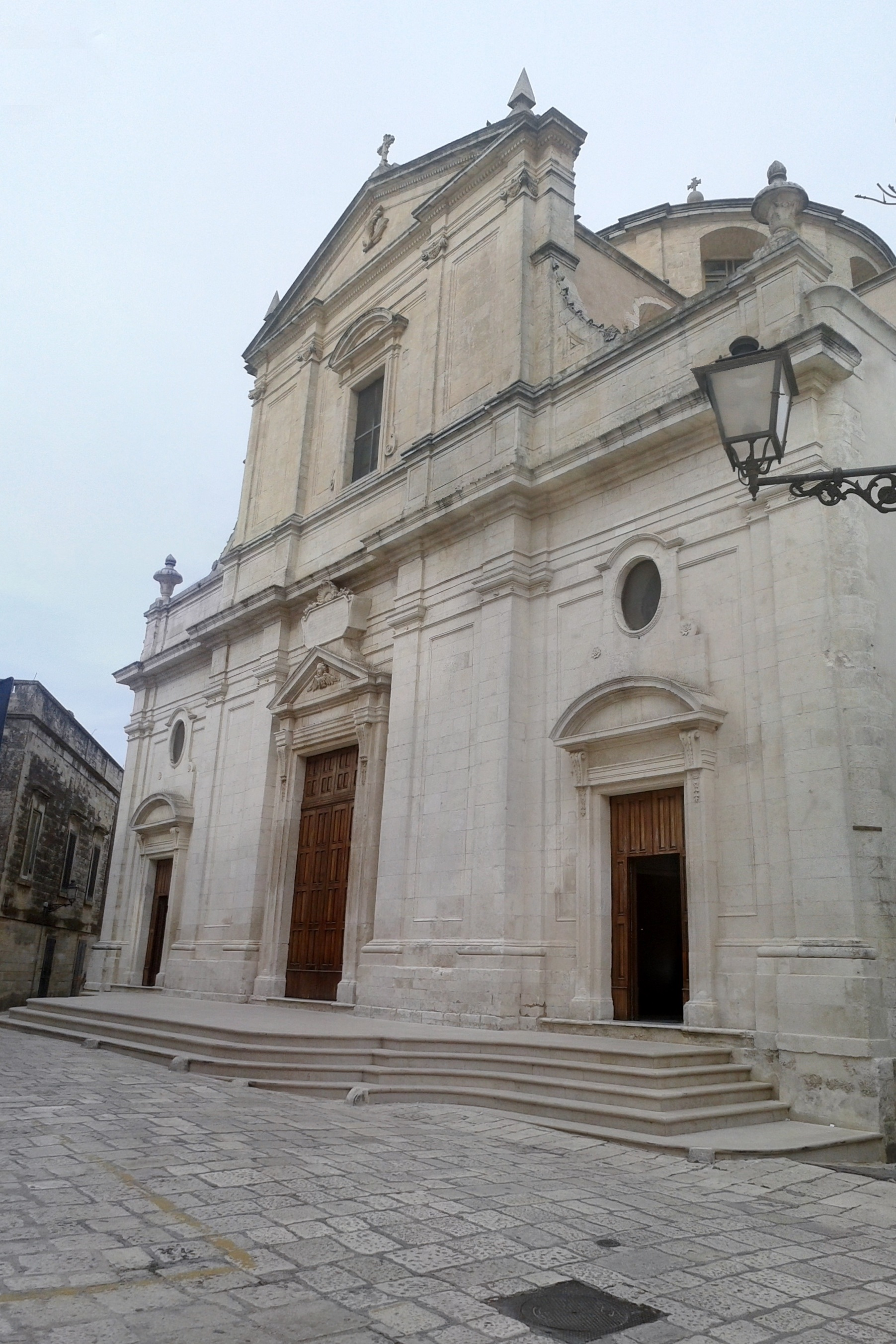
La collégiale Santissima Maria Assunta de Ceglie
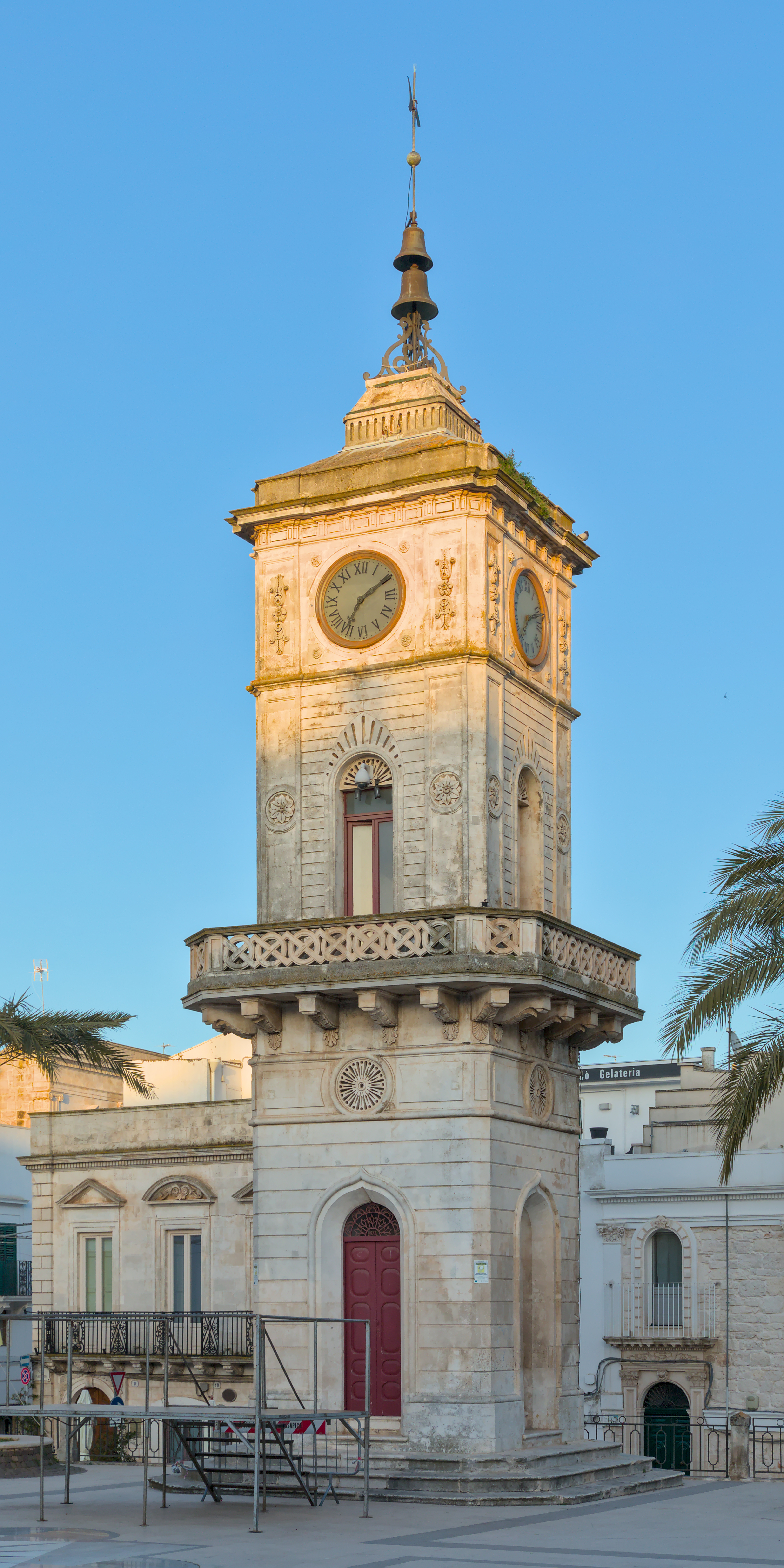
La Tour de l'Horloge
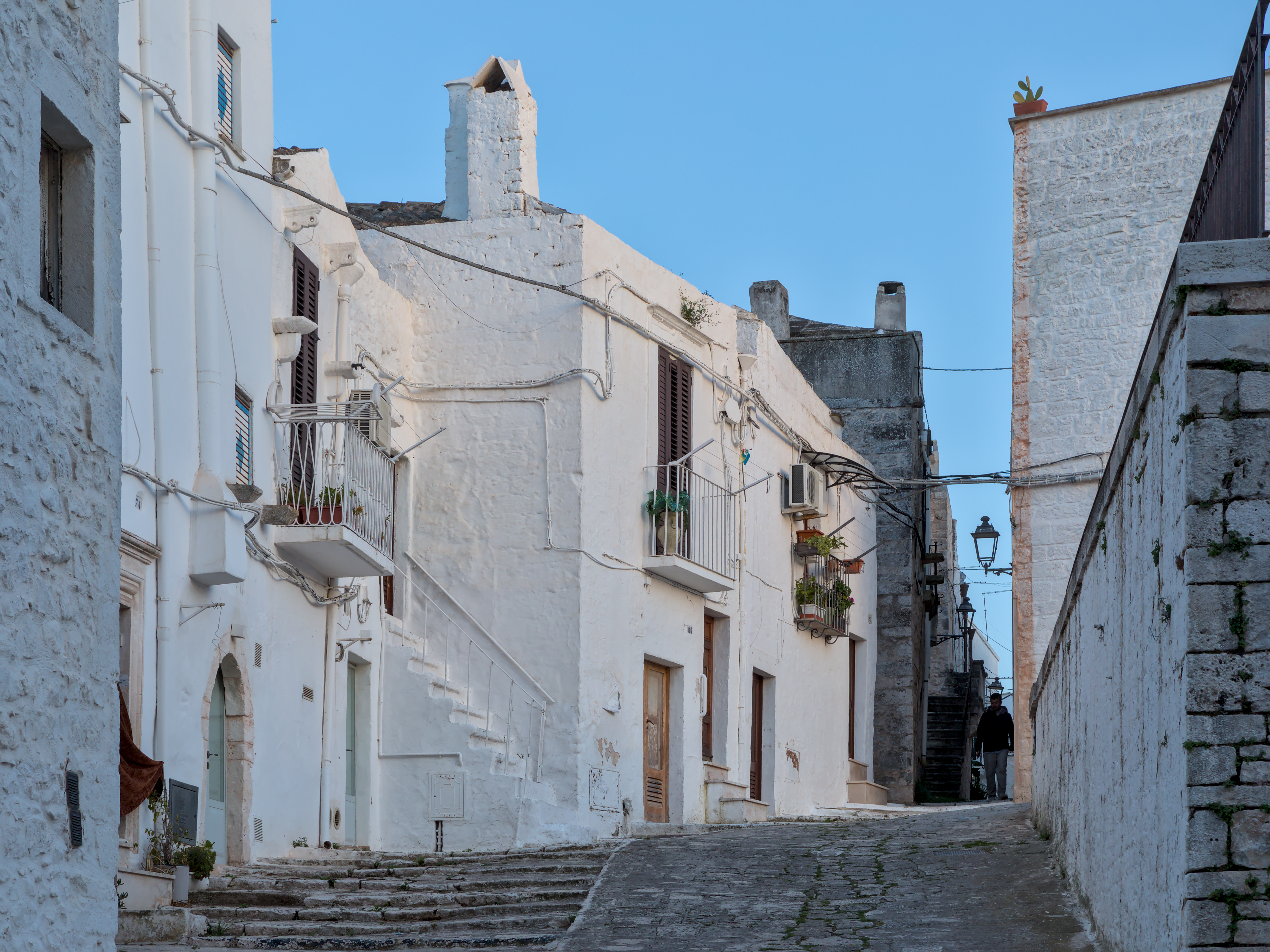
La rue Francesco Vitale au coucher de soleil
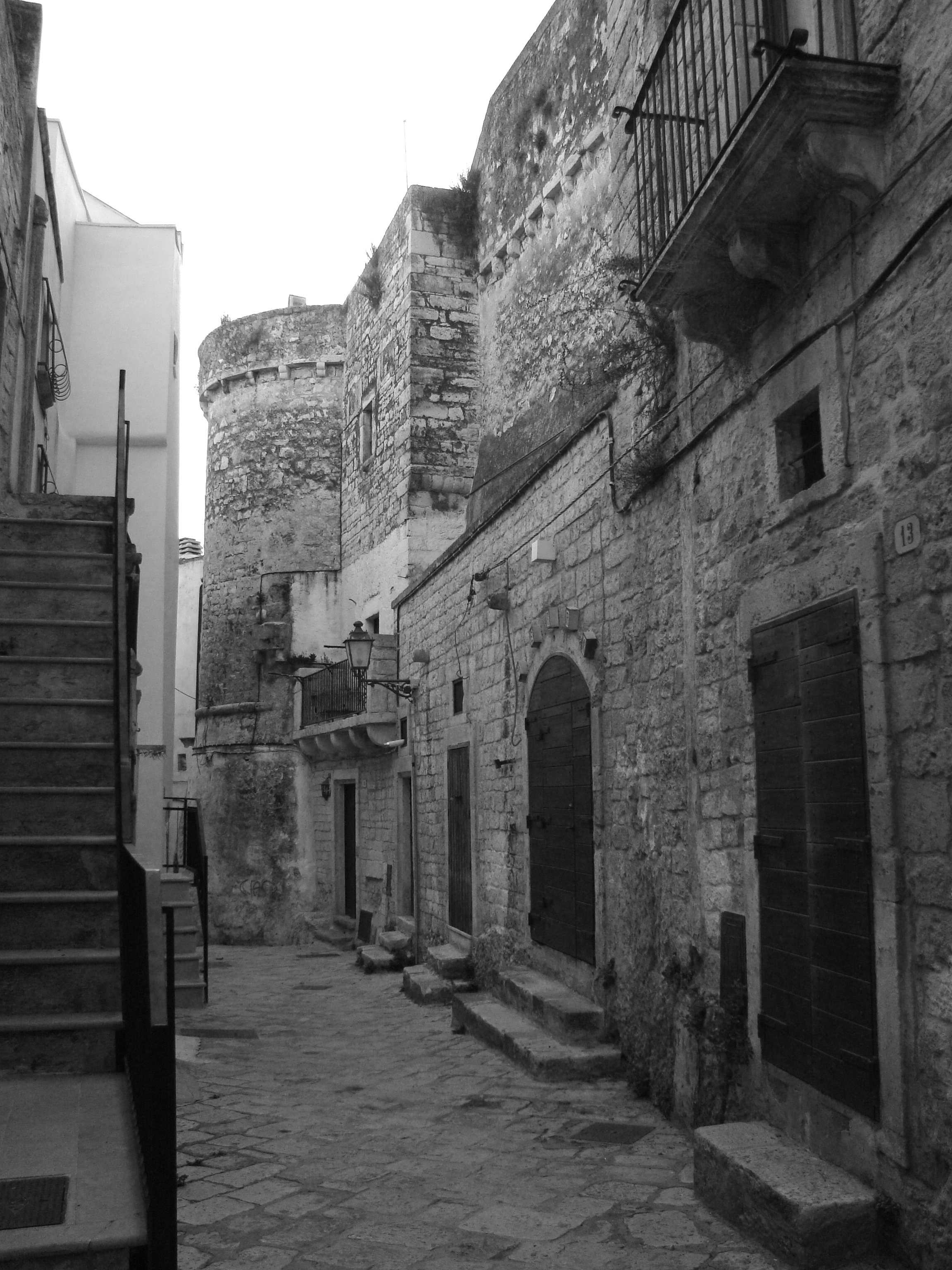
Rue de Ceglie, avec la tour du Castello Ducale dans le fond
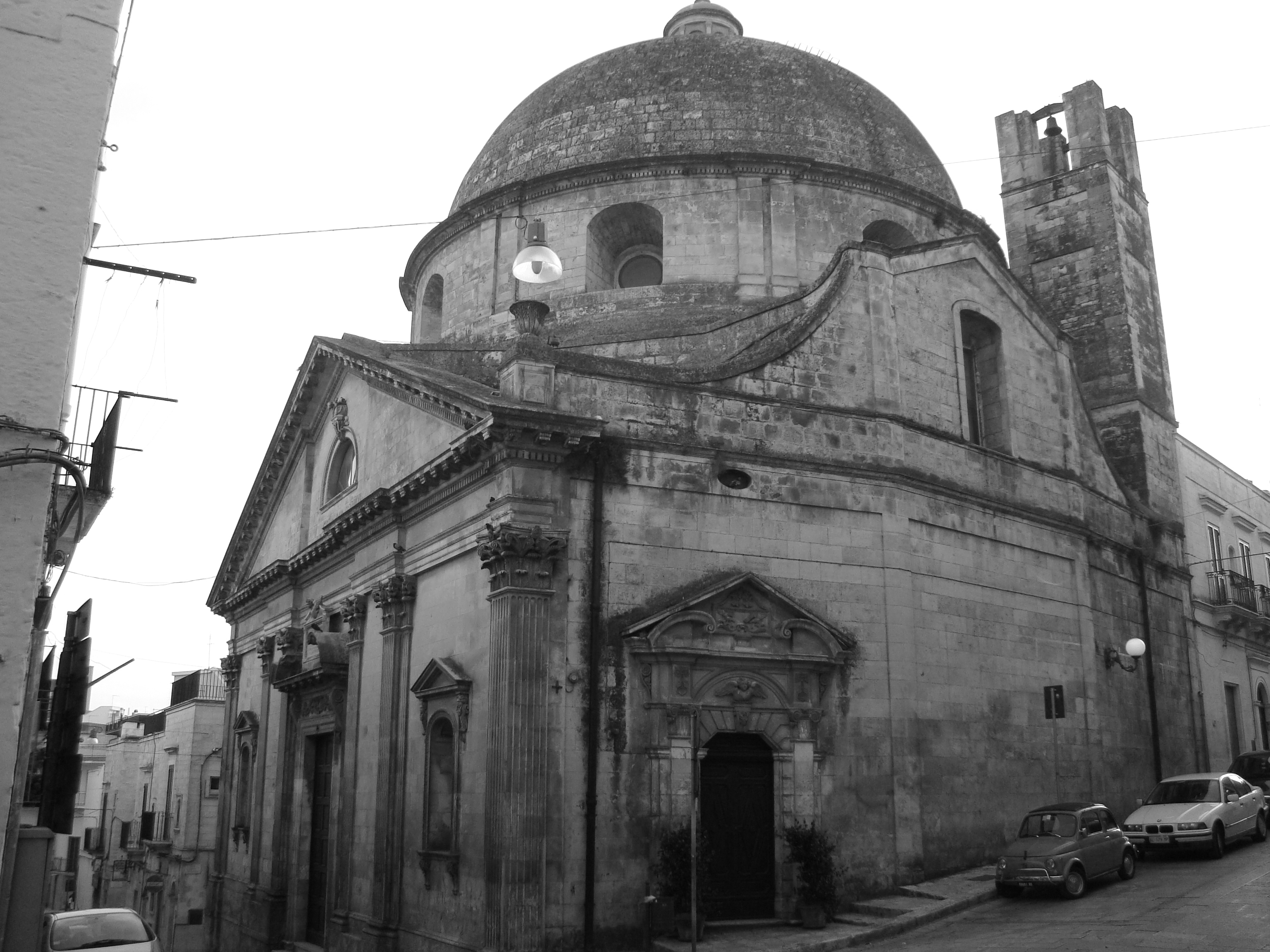
Église de Ceglie

## Personnalités liées à la commune
- Cataldo Agostinelli (1894–1988), mathématicien

## Administration
| Période                                  | Période      | Identité        | Étiquette       | Qualité |
| ---------------------------------------- | ------------ | --------------- | --------------- | ------- |
| 19 avril 2005                            | 12 juin 2010 | Pietro Federico | Centro-Sinistra |         |
| 12 avril 2010                            | En cours     | Luigi Caroli    | Centro-Destra   |         |
| Les données manquantes sont à compléter. |              |                 |                 |         |

### Communes limitrophes
Francavilla Fontana, Martina Franca, Ostuni, San Michele Salentino, Villa Castelli

## Démographie
Habitants recensés